# Overbury
Overbury – wieś w Anglii, w hrabstwie Worcestershire, w dystrykcie Wychavon. Leży 21 km na południowy wschód od miasta Worcester i 146 km na północny zachód od Londynu.